# Romania ai XXIII Giochi olimpici invernali
La Romania ha partecipato ai XXIII Giochi olimpici invernali, che si sono svolti dal 9 al 28 febbraio 2018 a PyeongChang in Corea del Sud, con una delegazione composta da 27 atleti.

## Biathlon

### Maschile
La Romania ha diritto a schierare 5 atleti in seguito ad aver terminato tra la sesta e la ventesima posizione del ranking maschile per nazioni della Coppa del Mondo di biathlon 2017.
| Gara                 | Atleta                                              | Penalità    | Tempo d'arrivo | Posizione |
| -------------------- | --------------------------------------------------- | ----------- | -------------- | --------- |
| 10 km sprint         | Remus Faur                                          | 1 (0+1)     | 26'03"3        | 68º       |
| 10 km sprint         | Gheorghe Pop                                        | 4 (3+1)     | 28'04"4        | 86º       |
| 10 km sprint         | Cornel Puchianu                                     | 1 (1+0)     | 25'52"7        | 60º       |
| 10 km sprint         | Marius Ungureanu                                    | 4 (2+2)     | 28'59"1        | 87º       |
| 12,5 km inseguimento | Cornel Puchianu                                     | 5 (1+1+2+1) | 39'37"6        | 58º       |
| 20 km individuale    | George Buta                                         | 1 (0+0+1+0) | 51'55"6        | 37º       |
| 20 km individuale    | Remus Faur                                          | 4 (0+0+0+4) | 55'01"5        | 74º       |
| 20 km individuale    | Gheorghe Pop                                        | 3 (2+0+1+0) | 54'40"1        | 69º       |
| 20 km individuale    | Cornel Puchianu                                     | 4 (0+2+0+2) | 53'12"1        | 55º       |
| Staffetta 4x7,5 km   | George Buta Remus Faur Gheorghe Pop Cornel Puchianu | 10 (2+8)    | 1h22'51"1      | 14ª       |

La Romania ha diritto ha diritto a schierare una sola atleta in seguito ad aver terminato oltre la ventiduesima posizione del ranking femminile per nazioni della Coppa del Mondo di biathlon 2017.
| Gara              | Atleta      | Penalità    | Tempo d'arrivo | Posizione |
| ----------------- | ----------- | ----------- | -------------- | --------- |
| 7,5 km sprint     | Éva Tófalvi | 4 (2+2)     | 25'20"0        | 81ª       |
| 15 km individuale | Éva Tófalvi | 7 (1+2+4+0) | 52'13"7        | 84ª       |

## Bob
La Romania aveva qualificato nel bob un solo equipaggio, nel bob a due maschile. Tuttavia prese parte con un ulteriore equipaggio anche alla gara di bob a quattro maschile e a quella di bob a due femminile, a causa delle rinunce ai rispettivi eventi da parte di Slovacchia e Australia. Essa ha schierato un totale di otto atleti, di cui sei uomini e due donne.
| Gara                   | Equipaggio                                                                               | 1ª manche | 2ª manche | 3ª manche | 4ª manche       | Totale  | Posizione |
| ---------------------- | ---------------------------------------------------------------------------------------- | --------- | --------- | --------- | --------------- | ------- | --------- |
| Bob a due femminile    | Maria Adela Constantin Andreea Grecu                                                     | 51"17     | 51"40     | 51"39     | 51"57           | 3'25"53 | 15        |
| Bob a due maschile     | Mihai Cristian Tentea Nicolae Ciprian Daroczi                                            | 49"69     | 49"72     | 49"93     | 49"64           | 3'18"98 | 18        |
| Bob a quattro maschile | Dorin Alexandru Grigore Paul-Septimiu Muntean Florin Cezar Crăciun Levente Andrei Bartha | 50"55     | 50"79     | 50"81     | non qualificati | 2'32"15 | 29        |

## Salto con gli sci
La Romania ha qualificato nel salto con gli sci un solo atleta, una donna.

### Donne
| Gara               | Atleta             | Primo salto | Primo salto | Primo salto | Secondo salto | Secondo salto | Secondo salto | Punti totali | Posizione |
| Gara               | Atleta             | Lunghezza   | Punti       | Pos.        | Lunghezza     | Punti         | Pos.          | Punti totali | Posizione |
| ------------------ | ------------------ | ----------- | ----------- | ----------- | ------------- | ------------- | ------------- | ------------ | --------- |
| Trampolino normale | Daniela Haralambie | 80,5 m      | 66,5        | 27ª         | 85,0 m        | 84,3          | 20ª           | 150,8        | 25ª       |

## Skeleton
La Romania aveva qualificato nello skeleton soltanto un atleta nel singolo maschile. Tuttavia prenderà parte anche alla gara femminile a causa della rinuncia all'evento da parte della Russia.
| Gara              | Atleta                | 1ª manche | 2ª manche | 3ª manche | 4ª manche       | Totale  | Posizione |
| ----------------- | --------------------- | --------- | --------- | --------- | --------------- | ------- | --------- |
| Singolo femminile | Maria Marinela Mazilu | 53"31     | 53"57     | 53"58     | 53"66           | 3'33"92 | 18ª       |
| Singolo maschile  | Dorin Velicu          | 51"91     | 51"51     | 52"02     | non qualificato | 2'35"44 | 25º       |

## Slittino
La Romania aveva qualificato nello slittino un totale di tre atleti: due nel singolo uomini e una nel singolo donne. Successivamente la Federazione Internazionale Slittino ha destinato un ulteriore posto nel doppio, tra gli otto previsti in totale tra tutte le discipline, per permettere l'ammissione nella gara a squadre.
| Gara              | Atleta                                                            | 1ª manche            | 2ª manche            | 3ª manche          | 4ª manche       | Totale   | Posizione |
| ----------------- | ----------------------------------------------------------------- | -------------------- | -------------------- | ------------------ | --------------- | -------- | --------- |
| Singolo femminile | Raluca Strămăturaru                                               | 46"469               | 46"532               | 46"606             | 46"681          | 3'06"288 | 7ª        |
| Singolo maschile  | Valentin Crețu                                                    | 49"030               | 49"030               | 48"424             | non qualificato | 2'26"539 | 29º       |
| Singolo maschile  | Theodor Andrei Turea                                              | 49"482               | 49"489               | 48"314             | non qualificato | 2'27"285 | 31º       |
| Gara              | Atleta                                                            | 1ª manche            | 1ª manche            | 2ª manche          | 2ª manche       | Totale   | Posizione |
| Doppio            | Cosmin Atodiresei Ștefan Musei                                    | 47"101               | 47"101               | 47"171             | 47"171          | 1'34"272 | 19º       |
| Gara              | Atleta                                                            | 1ª frazione sing. f. | 2ª frazione sing. m. | 3ª frazione doppio | Totale          | Totale   | Posizione |
| Gara a squadre    | Raluca Strămăturaru Valentin Crețu Cosmin Atodiresei Ștefan Musei | 47"097               | 49"609               | 50"138             | 2'26"844        | 2'26"844 | 10ª       |